# Planet
Planét (grško πλανήτης: planétes - pohajkovalci) je masivno nebesno telo, ki kroži okrog zvezde v svoji tirnici in ne proizvaja energije s pomočjo jedrskega zlivanja. Natančna definicija vključuje poleg tega še dve lastnosti: telo mora biti dovolj masivno da ga lastna gravitacija oblikuje v kroglasto obliko in da počisti drobir v območju svoje tirnice.
Verjamejo, da planeti nastanejo iz sesedajoče meglice, ki je nastala iz planetove zvezde, in so zgoščine plinov ter medzvezdnega prahu, ki v gostem disku krožijo okrog protozvezde še preden v njenem jedru začne potekati jedrsko zlivanje in dokler njen veter ne odpihne preostanka snovi.
Do 90. let 20. stoletja so poznali devet planetov iz našega Osončja, kar se je z definicijo Mednarodne astronomske zveze leta 2006 zmanjšalo na osem. Hkrati pa se je na račun napredka tehnike izjemno povečalo število znanih zunajosončnih planetov oz. »eksoplanetov«. Do začetka leta 2013 jih je bilo potrjenih že skoraj tisoč, od velikosti Zemlje do plinastih velikanov, večjih od Jupitra.
Z raziskovanjem planetov se podrobno ukvarja planetologija, skupek več znanstvenih ved, kot so astronomija, fizika, kemija, biologija, geografija, geologija ali planetarna geologija. Planetologija se zelo naslanja na vede o Zemlji.

## Planeti Osončja
Vsi planeti v Osončju, razen Zemlje, se imenujejo po rimskih in grških bogovih. Tudi njihovi naravni sateliti se imenujejo po bogovih in osebnostih iz klasične mitologije ali po Shakespearovih gledaliških igrah. Asteroide lahko imenujejo po njihovih odkriteljih, po komerkoli ali čemerkoli. O tem odloča Mednarodna astronomska zveza (glej planetno izrazje).

### Sprejeti planeti
V skladu z določili Mednarodne astronomske zveze je v Osončju osem planetov (v naraščajočih razdaljah od Sonca):
1. Merkur ()
2. Venera ()
3. Zemlja ( in ) - ima naravni satelit Luno
4. Mars () - dva satelita, Deimos in Fobos
5. Jupiter () - 80 naravnih satelitov
6. Saturn () - 82 naravnih satelitov
7. Uran ( in ) - 27 satelitov
8. Neptun () - 13 satelitov

Po novi definiciji pa ni več planet Pluton ( in ), ki ga obkroža satelit Haron. Njegova tirnica delno leži znotraj Neptunove, uvrščamo ga v skupino pritlikavih planetov. Sem spadata še Ceres in Erida.

### Druga telesa
Nedavno so odkrili pritlikavi planet Sedna, ki kroži okrog Sonca na razdalji 13 milijard km, trikrat dlje kot Pluton. To 1180–2360 km veliko telo so v Nasi začasno imenovali po inuitski boginji morja. Ime planeta je Mednarodna astronomska zveza potrdila jeseni 2004. Premer je še vedno premalo natančno določen, vendar verjamejo, da je nekje med 1/2 in 3/4 Plutonovega.
Drug možni planet je 2004 DW, telo s tirom in maso podobno Plutonovi. Poleg teh treh teles sta možna še 50000 Kvaoar in 20000 Varuna.
V različnih obdobjih so predpostavljali več domnevnih planetov, kot sta na primer planet X (za Plutonovo tirnico) ali Vulkan (znotraj Merkurjeve tirnice). Astronomi so jih ves čas iskali zaman.

### Razvrstitev
Astronomi ločijo planetoide, kot so asteroidi, kometi in čezneptunska telesa, od pravih planetov.
Planete znotraj Osončja lahko glede na njihovo sestavo razdelimo na več razredov:
- zemeljski ali skalnati: so podobni Zemlji — Merkur, Venera, Zemlja, Mars
- jupitrovski ali plinski velikani: sestavljeni večinoma iz plinov — Jupiter, Saturn, Uran, Neptun. Uranski planeti so podrazred plinskih velikanov z veliko manjšo količino vodika in helija.
- ledeni: včasih dodajo še tretjo vrsto, ki spominja na Pluton in kjer je planet zgrajen večinoma iz ledu. V ta razred uvrščamo tudi ledene satelite zunanjih planetov Osončja, kot je na primer Titan.

## Zunajosončni planeti
Prvič so zunajosončne planete zanesljivo zaznali leta 1992, ko sta radioastronoma Aleksander Wolszczan in Dale Frail odkrila dva planeta, ki krožita okrog pulzarja PSR B1257+12, kmalu po tistem pa je bil odkrit tudi prvi planet, ki kroži okrog Soncu podobne zvezde - 51 Pegasi b v bližini zvezde 51 Pegaza v ozvezdju Pegaz.
Skoraj vsi zunajosončni planeti, ki so jih odkrili do sedaj, imajo mase skoraj enake ali večje od mas plinskih velikanov Osončja. Seveda pa ni jasno, ali sodijo v isti razred plinskih velikanov kot tisti v našem Osončju, ali so predstavniki popolnoma različnega razreda, ki ga ne poznamo. Nekateri novoodkriti planeti krožijo zelo blizu glavne zvezde, včasih v dokaj izsrednih tirnicah, kar je pomembno, saj zato od zvezde prejmejo veliko več sevanja. Manjše planete je s trenutno dostopno tehniko težje odkriti, zato je znanih bistveno manj. Do leta 2013 so tako astronomi odkrili deset skalnatih planetov podobne mase kot Zemlja, ki bi bili lahko primerni za človeško naselitev.
Medzvezdni planeti so domnevni samostojni planeti v medzvezdnem prostoru in niso gravitacijsko vezani na nobeno osončje. Njihov obstoj je zaenkrat zgolj hipotetičen, sodeč po več računalniških simulacijah nastanka osončja. Takšna nebesna telesa po definiciji IAU, ki vključuje kroženje okrog matične zvezde, niso planeti, kljub morebitni zadostni masi.